# Coenotephria triciliata
Coenotephria triciliata là một loài bướm đêm trong họ Geometridae.